# Catswalk
La canzone della Chris Barber Jazz Band Cat Call, originariamente intitolata Catswalk, è stata composta da Paul McCartney. A capo della band c'era il musicista che aveva portato al successo il pezzo Rock Island Line nell'interpretazione di Lonnie Donegan; il brano aveva spinto John Lennon a formare i Quarrymen, tanto che è stato detto che senza Donegan probabilmente non sarebbero esistiti i Beatles. Catswalk era un brano strumentale scritto da McCartney nel 1962, ma non vide la luce fino al 1967. Esiste anche una versione dei Beatles, una prova al Cavern Club di Liverpool, mai pubblicata ufficialmente ma solo su bootlegs. La versione della Chris Barber Jazz Band appare sulla compilation The Songs Lennon and McCartney Gave Away del 1971.